# Чикер, Николай Петрович
Николай Петрович Чи́кер (1910—1989) — советский военный деятель, контр-адмирал-инженер.

## Биография
Отец, Петр Иванович Чикер, указан в записи о браке как «запасной младший медицинский фельдшер из крестьян Гродненской губернии, Бельского уезда, Кленикской волости, села Чижева». Мать, Зинаида Васильевна Чикер, урождённая Ананьева (1889—1936), указана как «дочь купеческого сына города Гатчина». Родился 9 августа 1910 году в Сиверском.
Член КПСС.
С 1936 до 1973 года — на военной службе.
После защиты диплома в Ленинградском кораблестроительном институте в 1936 году зачислен в состав Каспийской экспедиции ЭПРОН. Лично участвовал сначала в подъёме затонувшей на мелководье у восточного побережья Каспия плавбатареи «Дело», в трюме которой находился груз шестидюймовых снарядов, а затем — в подъёме затонувшего на глубине 40 метров на траверзе Махачкалы танкера «Советская Армения» и транспорта «Пушкин».
В дальнейшем переведён в состав Балтийской экспедиции ЭПРОН. В 1939 году являлся руководителем спасательных работ теплохода «Челюскин» (с грузом металла и станков в марте 1939 года ночью выскочившего на банку Таллино-Модал и в условиях шторма разломившегося на две части).
В дальнейшем — слушатель ВМА, офицер 2-го отделения АСУ ВМФ, заместитель начальника НИИ АСС, участник подъёма лайнеров на Балтике у побережья Германии, начальник АСУ НВМФ ЧФ, командир экспедиции особого назначения ЭОН-35 по подъёму линкора «Новороссийск», заместитель начальника АСС ВМФ, председатель президиума Совета ветеранов АСС ВМФ. В 1958—1972 годах начальник аварийно-спасательной службы ВМФ СССР.
Умер в Сиверском в 1989 году.

## Награды[3]
- Орден Красного Знамени
- Орден «Знак Почета»
- Орден Красного Знамени
- Медаль «За боевые заслуги»
- Орден Отечественной войны I степени
- Орден Красной Звезды
- Орден Красной Звезды
- Медаль «За победу над Германией в Великой Отечественной войне 1941—1945 гг.»
- Медаль «За победу над Японией»
- ценный подарок — именные часы от наркома ВМФ (за операцию по спасению теплохода «Челюскин» в 1939 году)[2]
- Сталинская премия третьей степени (1950) — за коренное усовершенствование метода подъёма затонувших крупнотоннажных судов